# Hamilton de Holanda

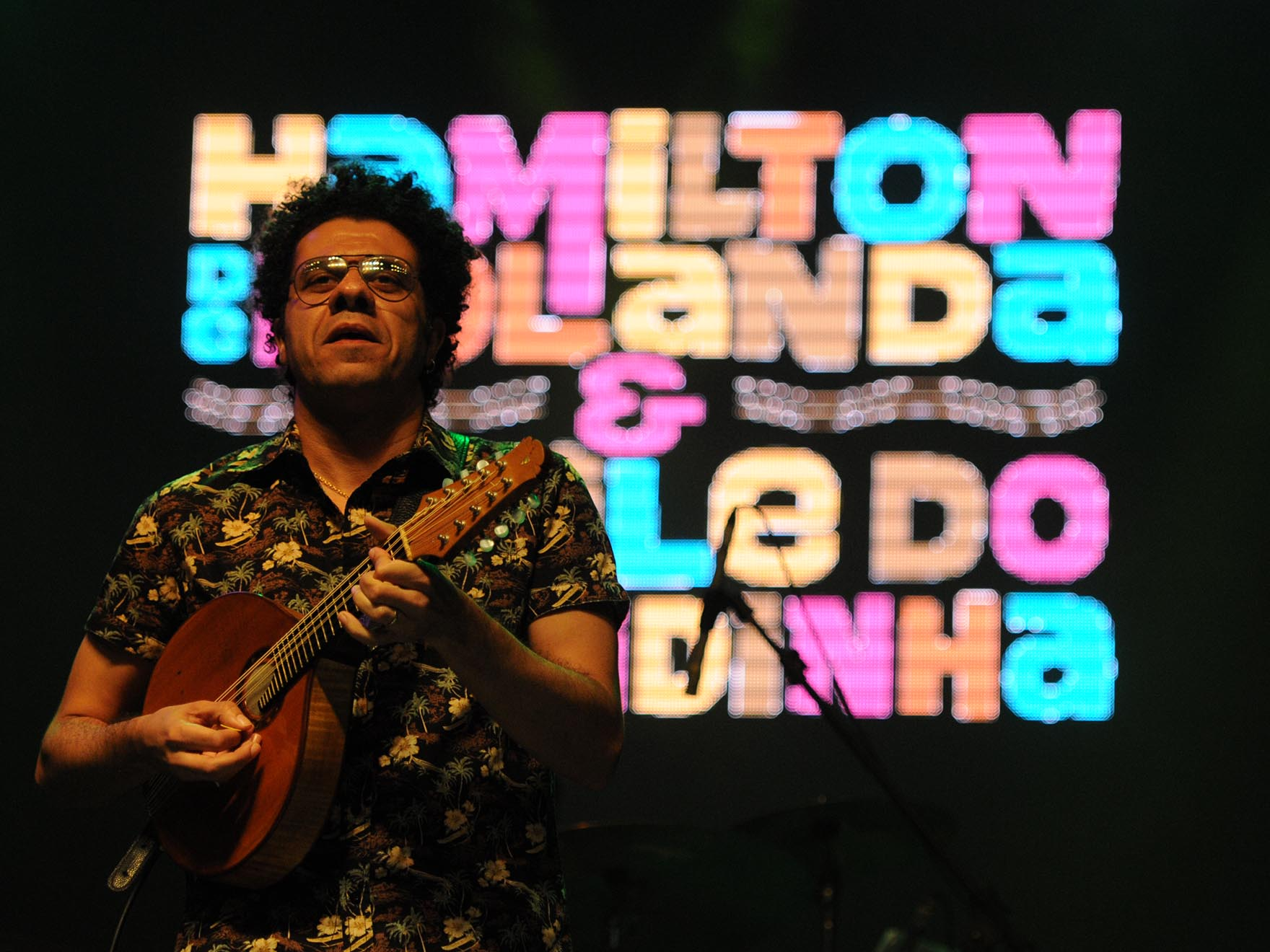
O músico se apresenta em show comemorativo do aniversário de Brasília, 2015 (foto: Dênio Simões/Ag. Brasília)

Hamilton de Holanda Vasconcelos Neto (Rio de Janeiro, 30 de março de 1976) é um bandolinista, compositor e improvisador brasileiro. Nascido em uma família musical, seu primeiro instrumento, aos quatro anos de idade, foi a melódica. Dois anos depois (1982), começou sua carreira profissional, aos seis anos de idade, como um prodígio do bandolim em um programa de TV nacional (Fantástico)  com uma audiência de milhões de pessoas. Hoje, como compositor, improvisador, líder de banda, a música deste educador transcende os gêneros e encanta o público. A construção de sua música vem do incentivo familiar, da consolidação do diploma universitário em composição e da liberdade das tocatas nas ruas da capital brasileira, Brasília, onde cresceu. Seu primeiro gênero foi o Choro, uma herança cultural brasileira, primo do Jazz.. Foi um dos fundadores da primeira Escola de Choro no mundo (Brasília, 1997) e idealizou a petição ao Congresso Nacional para conceder ao Choro um Dia Nacional. Como resultado, desde 23 de abril de 2000 é comemorado no Brasil o dia Oficial do Choro, por proclamação do então presidente brasileiro, expondo a primeira música popular brasileira ao povo.Também em 2000, um ano emblemático para ele, reinventou o tradicional Bandolim de 8 cordas adicionando um par de cordas graves extras afinadas em Dó (indo de 8 a 10) dando-lhe uma voz mais profunda que emancipa o emblemático brasileiro instrumento do legado de algumas de suas influências e gêneros. O aumento no número de cordas, combinado com os solos rápidos, contrapontos e improvisações, inspira uma nova geração a pegar o bandolim de 10 cordas.

O tocar e improvisar de Hamilton transcende limitações e gêneros. Hoje ele viaja para os diferentes cantos do planeta "trazendo seu coração na ponta dos dedos", apresentando suas próprias composições com seu som característico. Ele interage com outras tradições musicais, conjuntos e instrumentos. Isso permite que ele seja o solista convidado do Wynton Marsalis e sua Jazz at Lincon Center Orchestra, ou executar suas próprias composições com orquestras sinfônicas de todo o mundo; dos Festivais Rock / Pop ao megashow de Dave Mathews Band no The Gorge; do lendário palco do Central Park em Nova York aos Jogos Olímpicos no Rio de Janeiro; dos nobres museus como o Smithsonian em Washington ou o Grand Palais de Paris até o nosso famoso Carnaval no Rio de Janeiro. Lugares como Austrália, Paris, Alemanha, Amsterdã, Roma, Noruega, Los Angeles e outras cidades e festivais ao redor do mundo. É um músico multipremiado, vencedor de vários Grammy Latinos, Prêmio da Música Brasileira, Echo Jazz, Choc e inúmeras indicações.

O apoio popular e o desejo nato de retribuir o inspirou a promover concertos beneficentes para as grandes tragédias e projetos sociais no Brasil, como o ABRACE, que oferece assistência social a crianças e adolescentes com câncer e doenças do sangue. Hamilton também apoia programas musicais para pessoas de áreas economicamente desfavorecidas para reforçar sua imagem e ajudar os jovens a encontrar inspiração e emprego.

Hamilton tem uma longa discografia seja suas próprias composições ou homenagens a alguns de seus ídolos. Ele lançou suas gravações em sua própria gravadora independente, Brasilianos, ou em parceiros mundiais como Universal, ECM, MPS, Adventure Music. Ele entende que a indústria musical precisa de definições de categorias para a música que toca, como por exemplo Jazz, Brazilian Jazz, Brazilian Popular Music; mas para ele a inspiração transcende os rótulos, é algo que cresce livremente sem a necessidade de ser definido.  E assim vai! Gosta de se explicar como um explorador musical em busca de beleza e espontaneidade. 
Dividiu o palco ou gravou com Wynton Marsalis, Chick Corea, The Dave Mathews Band, Yamandú Costa, Paulinho da Costa, Chucho Valdes, Egberto Gismonti, Ivan Lins, Milton Nascimento, Joshua Redman, Hermeto Pascoal, Gilberto Gil, Richard Galliano, John Paul Jones, Bela Fleck, Stefano Bollani entre muitos outros.
Seu disco Harmonize foi eleito um dos 25 melhores álbuns brasileiros do primeiro semestre de 2019 pela Associação Paulista de Críticos de Arte.

## Discografia[4]
- (1997) "Destroçando a Macaxeira" - Dois de Ouro - CD
- (1998) "A Nova Cara do Velho Choro" - Dois de Ouro - CD
- (2000) "Dois de Ouro" - Dois de Ouro - CD
- (2000) "Luz das Cordas" - com Marco Pereira - CD
- (2001) "Abre Alas" - Brasília Brasil - CD
- (2002) "Hamilton de Holanda" - CD
- (2003) "A Música de Hamilton de Holanda" (compilação) - CD
- (2004) "Música das Nuvens e do Chão" - CD
- (2005) "01 Byte 10 Cordas - Ao vivo no Rio" - CD
- (2006) "Brasilianos" - Hamilton de Holanda Quinteto - CD
- (2006) "New Words / Novas Palavras" - com Mike Marshall (en) - CD
- (2007) "Samba do Avião" - CD
- (2007) "Íntimo" - CD
- (2007) "Contínua Amizade" - com André Mehmari - CD
- (2008) "Brasilianos 2" - Hamilton de Holanda Quinteto - CD
- (2009) "De Bandolim a Bandolim" - com Joel Nascimento - CD
- (2009) "Luz da Aurora" - com Yamandú Costa - CD
- (2010) "Sessões com Hamilton de Holanda" - Ensamble Gurrufío (es) - CD
- (2010) "Esperança - Ao vivo na Europa" - CD
- (2010) "Sinfonia Monumental" - Hamilton de Holanda Quinteto & Orquestra Brasilianos - CD comemorativo dos 50 anos de Brasília
- (2011) "gismontipascoal - a música de Egberto e Hermeto" - com André Mehmari - CD
- (2011) "Delírios e Devaneios" - com André Mehmari e Hermeto Pascoal - exclusivo do site hamiltondeholanda.com
- (2011) "Brasilianos 3" - Hamilton de Holanda Quinteto - CD
- (2013) "TRIO" - com André Vasconcelos e Thiago da Serrinha - CD
- (2013) "O Que Será" - com Stefano Bollani - CD
- (2013) "Mundo de Pixinguinha" - Projeto Natura Musical - CD
- (2014) "Bossa Negra" - com Diogo Nogueira - CD
- (2014) "Pelo Brasil" - CD
- (2014) "Caprichos" - CD
- (2015) "Hamilton de Holanda e o Baile do Almeidinha" - CD
- (2015) "Alegria" - Com Orquestra do Estado de Mato Grosso - CD
- (2015) "Mundo de Pixinguinha" - DVD
- (2016) "Samba de Chico" - CD
- (2017) "Casa de Bituca" - CD
- (2018) "Jacob 10ZZ" - CD
- (2018) "Jacob Bossa" - CD
- (2018) "Jacob Baby" - CD
- (2018) "Jacob Black" - CD
- (2019) "Harmonize" - CD
- (2020) "Canto da Praya" - Hamilton de Holanda & João Bosco - Digital
- (2020) "Canto da Praya" - Hamilton de Holanda & Mestrinho - Digital
- (2020) "Ao vivo" - Brasília Brasil - Digital - (gravado em Abril, ano 2000, Brasília)
- (2021) "Maxixe Samba Groove" - Digital
- (2021) "Chabem" - Chano Domínguez + Hamilton de Holanda + Rubem Dantas - Digital
- (2023) "Flying Chicken" - Hamilton de Holanda, Thiago "Big" Rabello e Salomão Soares (Digital)
- (2023) "Samurai" - Hamilton de Holanda: 'A música de Djavan'. Múltiplas participações.

## Prêmios
| Ano  | Prêmio                                                | Categoria |
| ---- | ----------------------------------------------------- | --- |
| 1995 | Festival de Choro do Rio de Janeiro                   | Melhor Solista |
| 1995 | Festival de Choro do Rio de Janeiro                   | 2º Lugar - Composição "Destroçando a Macaxeira" |
| 1998 | Prêmio Visa de MPB Instrumental                       | 3º Lugar |
| 2001 | Prêmio Icatu-Hartford                                 | Categoria Clássico e Popular |
| 2003 | Prêmio Rival                                          | Melhor Álbum Instrumental - "Hamilton de Holanda" (indicado) |
|      | Choc de la Musique - Revista "Le Monde de la Musique" | Álbum "01 Byte 10 Cordas" |
| 2007 | Prêmio Tim de Música Brasileira                       | Melhor Solista: Brasilianos - Hamilton de Holanda Quinteto Melhor CD Instrumental: Brasilianos - Hamilton de Holanda Quinteto |
| 2007 | Grammy Latino                                         | Melhor Álbum Insrumental: Brasilianos - Hamilton de Holanda Quinteto (nominado) |
| 2008 | Prêmio Rival                                          | Melhor Disco Instrumental: Contínua Amizade - Hamilton de Holanda & André Mehmari |
| 2009 | Prêmio TIM                                            | Melhor Solista - Álbum: Brasilianos 2 - Hamilton de Holanda Quinteto |
| 2009 | Grammy Latino                                         | Melhor Álbum Jazz Latino - Brasilianos 2 - Hamilton de Holanda Quinteto (nominado) |
| 2010 | Prêmio TIM                                            | Melhor Álbum Instrumental - Luz da Aurora - Hamilton de Holanda & Yamandu Costa |
| 2010 | Grammy Latino                                         | Melhor Álbum Instrumental - Luz da Aurora - Hamilton de Holanda & Yamandu Costa (nominado) |
| 2011 | Prêmio TIM da música Popular Brasileira               | Melhor Álbum/Instrumental: Gismontipascoal – Hamilton de Holanda & André Mehmari Melhor Solista/Instrumental: Esperança – Ao vivo na Europa |
| 2011 | Grammy Latino                                         | Melhor Álbum/Instrumental: Gismontipascoal – Hamilton de Holanda & André Mehmari (nominado) |
| 2012 | Grammy Latino                                         | Melhor Álbum/Instrumental: Brasilianos 3 - Hamilton de Holanda Quinteto (nominado) |
| 2014 | Prêmio da Música Brasileira                           | Melhor Solista: Mundo de Pixinguinha Melhor Álbum Instrumental: Mundo de Pixinguinha |
| 2014 | Grammy Latino                                         | Melhor Álbum Instrumental: Mundo de Pixinguinha (nominado) Melhor Álbum Instrumental: Caprichos (nominado) |
| 2015 | Prêmio da Música Brasileira                           | Melhor Álbum Instrumental: Trio Melhor Solista: Trio |
| 2015 | Grammy Latino                                         | Melhor Álbum Jazz Latino: Trio (nominado) |
| 2016 | Prêmio da Música Brasileira                           | Melhor Solista: Pelo Brasil |
| 2016 | Grammy Latino                                         | Melhor Álbum Instrumental: Samba de Chico - Hamilton de Holanda Trio Melhor Música Brasileira: "Bossa Negra" - Hamilton de Holanda/Diogo Nogueira/Marcos Portinari Melhor Álbum Samba e Pagode - "Bossa Negra" - Hamilton de Holanda & Diogo Nogueira (nominado) Melhor Engenharia de Áudio - Hamilton de Holanda e O Baile do Almeidinha (nominado) |
| 2017 | Grammy Latino                                         | Melhor Produtor: Casa de Bituca - Hamilton de Holanda Quinteto (nominado) |
| 2018 | Grammy Latino                                         | Melhor Álbum Instrumental: Jacob 10ZZ - Hamilton de Holanda Trio (nominado) |
| 2021 | Grammy Latino                                         | Melhor Álbum Instrumental: Canto da Praya - Hamilton de Holanda e Mestrinho (nominado) |
| 2022 | Grammy Latino                                         | Melhor Álbum Instrumental: Maxixe Samba Groove Melhor Álbum Jazz Latino: Chabem - Chano Dominguez, Hamilton de Holanda e Rubem Dantas (nominado) |
| 2022 | Prêmio Multishow de Música Brasileira                 | Instrumentista do Ano (nominado) |
| 2025 | Grammy Awards                                         | Melhor Álbum Latino de Jazz: Collab – Hamilton de Holanda e Gonzalo Rubalcaba (nominado) |